# Cloudsat

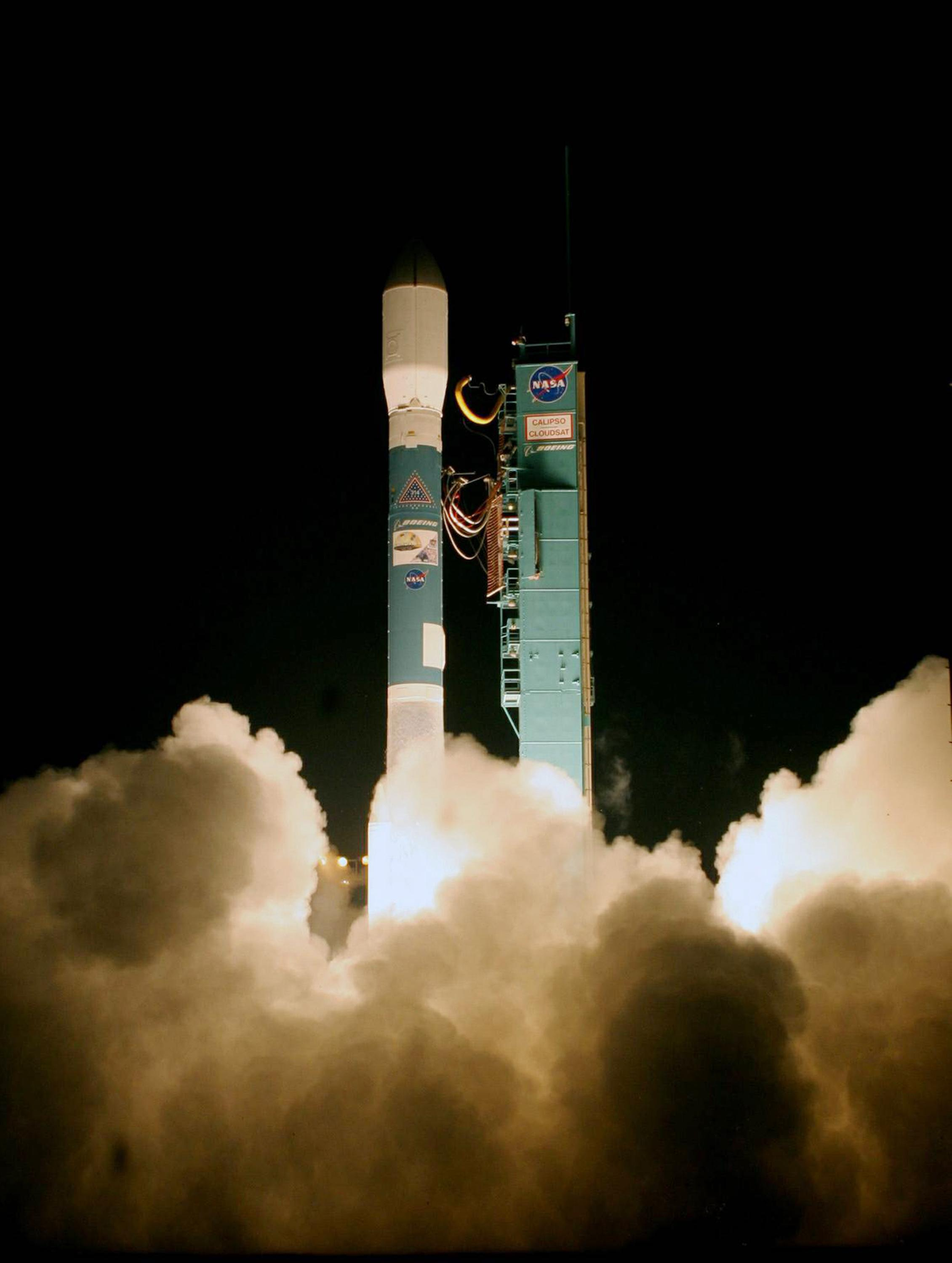
Start av Delta II-raket med CloudSat och CALIPSO.

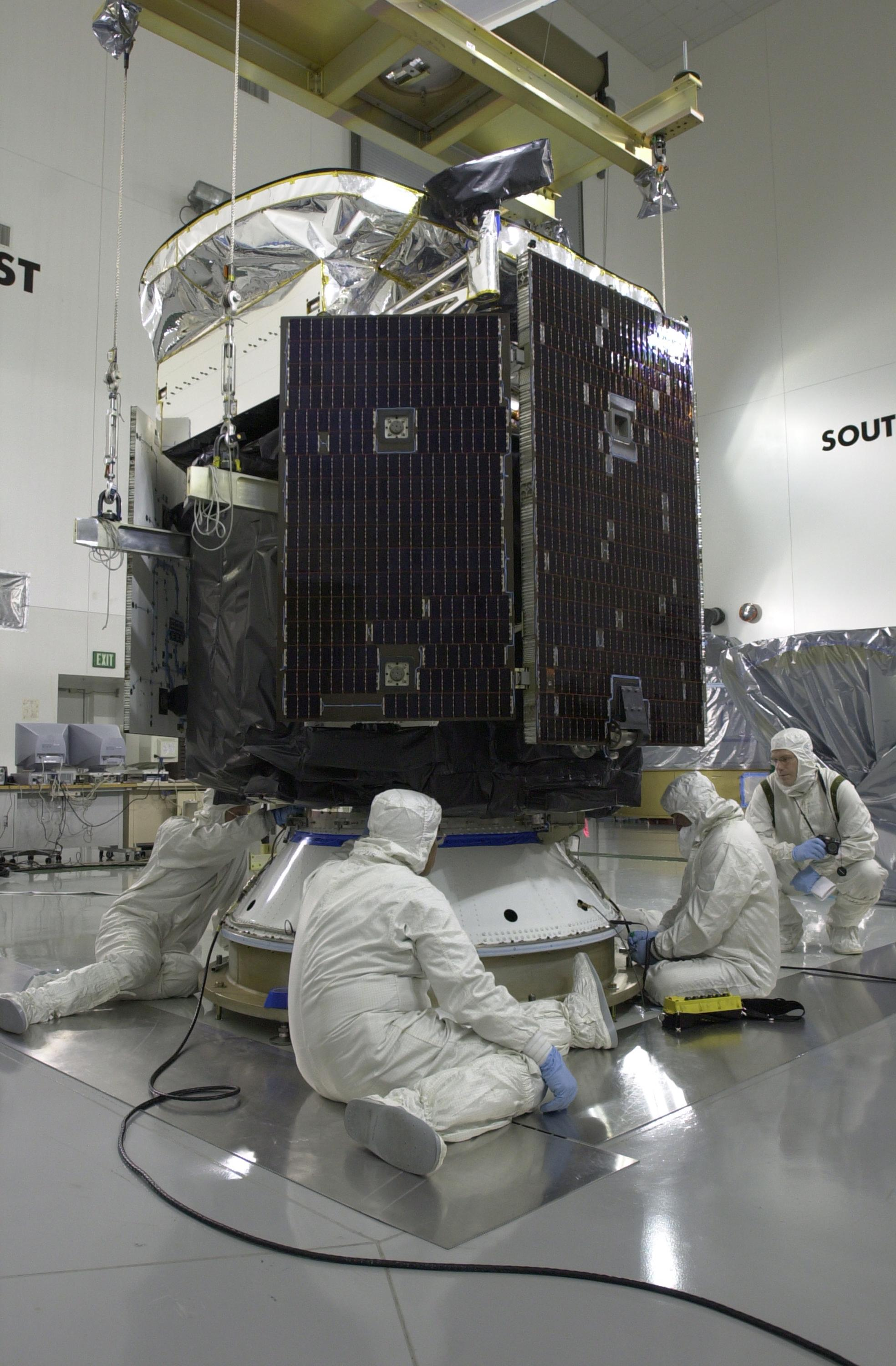
CloudSat vid startförberedelserna.

CloudSat är en USA-tillverkad satellit, vars uppgift är att följa rörelser hos moln runt jorden. Den sköts upp med en Delta II-raket, från Vandenberg Air Force Base, den 28 april 2006.
2011 uppstod problem med satellitens batterier, detta ledde till att mätningar endast kan genomföras på jordens dagsida.